# Louis-Honoré Fréchette
Louis-Honoré Fréchette (n. 16 noiembrie 1839 - d. 31 mai 1908) a fost un poet, dramaturg, om politic canadian.
Promotor al romantismului în această țară, opera sa literară descrie frumusețile patriei sale și evocă istoria acesteia.

## Opera
- 1863: Răgazurile mele ("Mes loisirs")
- 1868: Vocea unui exilat ("La voix d'un exil")
- 1881: Flori boreale și păsări de zăpadă ("Fleurs borales et oiseaux de neige")
- 1887: Legenda unui popor ("La lgende d'un peuple")
- 1892: Originali și detracați ("Originsaux et dtraques")
- 1908: Epave poetice ("paves potiques").

## Vezi și
- Listă de dramaturgi canadieni

1. 1 2 3 4  The Canadian Encyclopedia, accesat în 16 iunie 2021
2. ↑  Autoritatea BnF, accesat în 10 octombrie 2015
3. ↑  Czech National Authority Database, accesat în 1 martie 2022
4. ↑   https://www.ulaval.ca/notre-universite/prix-et-distinctions/doctorats-honoris-causa-de-luniversite-laval/liste-complete-des-recipiendaires-de-1864-a-aujourdhui.html#c154952 Lipsește sau este vid: |title= (ajutor)